# Polykarpos
Polykarpos (grekiska: Πολύκαρπος, latin: Polycarpus), född cirka 69, död cirka 155 i Smyrna, var biskop av Smyrna. Han led martyrdöden för att han vägrade att offra till den romerske kejsaren. Polykarpos vördas som helgon inom Romersk-katolska kyrkan, Ortodoxa kyrkan och Orientaliskt ortodoxa kyrkan. Hans minnesdag firas den 23 februari. Polykarpos omnämns av bland andra Ignatios av Antiochia i dennes brev till de kristna i Efesos och räknas till de äldsta kyrkofäderna.

## Biografi
Polykarpos, som var lärjunge till aposteln Johannes, drabbades av de romerska myndigheternas förföljelse av de kristna. Då Polykarpos beordrades att förneka Kristus, skall han ha sagt: "Jag har i åttiosex år tjänat Kristus, och Han har aldrig svikit mig, så varför skall nu jag svika Honom?". Polykarpos blev då levande bränd på bål, tillsammans med tolv av sina lärjungar.
Biskopen av Lyon, Irenaeus, var Polykarpos mest betydelsefulle lärjunge.
Om Polykarpos martyrium står det att läsa i De apostoliska fäderna.

### Webbkällor
- ”St. Polycarp”. Catholic Encyclopedia. New Advent. http://www.newadvent.org/cathen/12219b.htm. Läst 23 februari 2019.
- ”San Policarpo, vescovo e martire”. Santi e Beati. http://www.santiebeati.it/dettaglio/22900. Läst 23 februari 2019.